# Johannes Buchwälder
Johannes Buchwälder, oder Johann Buchwälder (* 18. Juni 1564 in Sprottau, Herzogtum Glogau; † 16. Oktober 1632 in Strehlen, Herzogtum Schweidnitz) war ein schlesischer Pastor und Autor.

## Leben
Er stammte aus einer Sprottauer Bürgerfamilie. Sein Vorfahr Hans Buchwälder übte 1526/1529 und 1538/1539 das Amt des Bürgermeisters aus, dieser hatte aus erster Ehe zwei Kinder, den späteren Kürschner Ludwig Buchwälder und eine Tochter, die Frau des Kürschnermeisters und Bienenzüchters Nickel Jakob. Matz (Matthias) Buchwälder wurde 1536 in Bunzlau geboren, wurde 1568 Bürger in Sprottau und war 1580 Ratsherr der Stadt und starb am 23. Dezember 1583 in Sprottau. Matz Buchwälder, der auch Stadtschreiber war und der Bürger Hans Barth richteten zu ihren Lebzeiten eine Stiftung zur Beschaffung von Schulbüchern für bedürftige Sprottauer Schüler ein. Diese Lokatorenfamilie Buchwelder des Dorfes Bukowina Bobrzańska (Buchwald b. Sagan), auch Buchler genannt, war auch im Sprottauer Stadtdorf Ebersdorf ansässig.
Johannes Buchwälder (1572–1632) studierte Evangelische Theologie an der Universität Wittenberg, wo er 1585 den Magistergrad erwarb. 1588 war er Pfarrer in Rückersdorf bei Sprottau, 1591/92 Diaconus in Freystadt und 1601 bis 1610 Pfarrer und Dekan in Goldberg, das zum Herzogtum Liegnitz gehörte. 1612 wurde er Pfarrer und Senior in Strehlen, wo er sich seit 1616 für den Calvinismus einsetzte.
Zwischen 1611 und 1626 verfasste er zahlreiche Schriften, die sich mit seinem Glauben oder seinen beruflichen Aufgaben auseinandersetzten. Darunter waren sowohl theoretische Schriften als auch praktische wie Predigten oder Leichenpredigten.

## Werke
- Idyllion pastorale, das ist: Der 23. Psalm schlecht und recht erkläret. Liegnitz 1611.
- Character filiorum dei, das ist: Eine christliche Predigt von dem Kenne-Zeichen der Kinder Gottes. Liegnitz 1612.
- Christliche Leichpredigt bey der Begräbnüß, der ... Frawen, Catharinen, geb. Warkotschin des ... Herren Caspar von Senitz ... Haußfrawen: welche den 20. Aprilis ... zu Reysa ... verschieden. Brieg 1615.
- Christliche Leichpredigt bey dem Begräbnüs des Weilandt Edelen Gestrengen und Wolbenambten Herrn Hansen von Gfug und Föllerdorff auff Mantze Roßkowitz und Wäldichen Erbherrns: Welcher den Ersten Ianuarii Anno 1615 zur Mantze seelig ... verschieden/ und folgendt den 27 zu Boraw ... in sein .... Brieg 1615.
- Christlicher Obrigkeit Kyrchenpflege .... Brieg 1616.
- Disputatio Theologica, De Satisfactione Et Merito Christi. Heidelberg 1616.
- Trostquelle. Für Betrübte Hertzen geführet aus dem Propheten Esa: 40. v. 27. Bey der Adelichen Begräbnüs/ der ... Frawen/ Annae, gebornen Fuchsin von Obenhofen ... Des ... Caspar vonn Gregersdorff ... wittib: welche Anno 1615. Den 25. Septembris ... entschlaffen/ und folgends den 22. Octobris .... Brieg 1616.
- Seelenschmuck der Kinder-Gottes .... Brieg 1616.
- Lychnus, das ist eine christliche Vergleichung des Liechts mit des Menschen Leben, Sterben, und drauff folgender Herrlichkeit. Heidelberg 1618 (Digitalisat).
- Eine christliche Predigt von der Sünde in den Heyligen Geist. Brieg 1624.
- Der Gerechten christliches Leben ... beym Begräbnis der ... Frawen Ursulae geborner Mergnerin, des ... Herrn Cosmae Trinckels ... Hauß-Ehre. Brieg 1626.